# Луг (Ивано-Франковская область)
Луг (укр. Луг) — село в Олешанской сельской общине Ивано-Франковского района Ивано-Франковской области Украины.
Население по переписи 2001 года составляло 184 человека. Занимает площадь 1,81 км². Почтовый индекс — 78023. Телефонный код — 03479.

## История
Входит в сельский совет Делева.